# Symbole Quebecu
Oficjalne symbole prowincji Quebec
| Motto                        | Motto |
| ---------------------------- | --- |
| Je me souviens Pamiętam      | |
| Flaga                        | |
| Quebec                       | Biały krzyż na lazurowym lub błękitnym tle rozdziela flagę na cztery części i symbolizuje katolickie dziedzictwo oraz czystość zamiarów, kolor błękitny na fladze jest kolorem francuskiej monarchii, podobnie jak kwiaty białych lilii, które nawiązują do francuskich korzeni Quebecu. Flaga w obecnym kształcie została przyjęta w 1948 roku.                                                   |
| Herb                         | |
|                              | Herb przedstawia na tarczy trójdzielnej w pas, w polu górnym błękitnym trzy złote lilie. W polu drugim środkowym czerwonym złotego idącego lwa angielskiego. W polu trzecim dolnym złotym trzy zielone liście klonu wyrastające z jednej gałęzi. Na tarczy korona. Pod tarczą srebrna wstęga z dewizą w języku francuskim - „Je me souviens” (Pamiętam). Herb prowincji został nadany w roku 1939. |
| Symbole zwierzęce i roślinne | |
|                              | Bubo scandiacus (puchacz śnieżny) – spotykany niemal wyłącznie na dalekiej północy. Symbolizuje quebeckie zimy i ogrom terytorium prowincji, która rozciąga się aż po strefę arktyczną na północy. Ptak został zaadaptowany jako symbol w 1987 roku. |
|                              | Iris versicolor (kosaciec różnobarwny) – jest rośliną z rodziny kosaćcowatych. Rośnie na większości obszaru prowincji, poza porośniętą tajgą północą. Porasta tereny wilgotne. Jako symbol został zaadaptowany w 1999 roku, wcześniej symbolem roślinnym prowincji była lilia biała, która nie jest jednak rośliną rodzimą dla Quebecu.                                                            |
|                              | Betula alleghaniensis (brzoza żółta) – drzewo bardzo powszechne w dolinie Rzeki Świętego Wawrzyńca, było wykorzystywane już przez pierwszych osadników w czasach Nowej Francji m.in. do wyrobu mebli. Zaadaptowane jako symbol w 1993 roku. |